# Marie Mendras

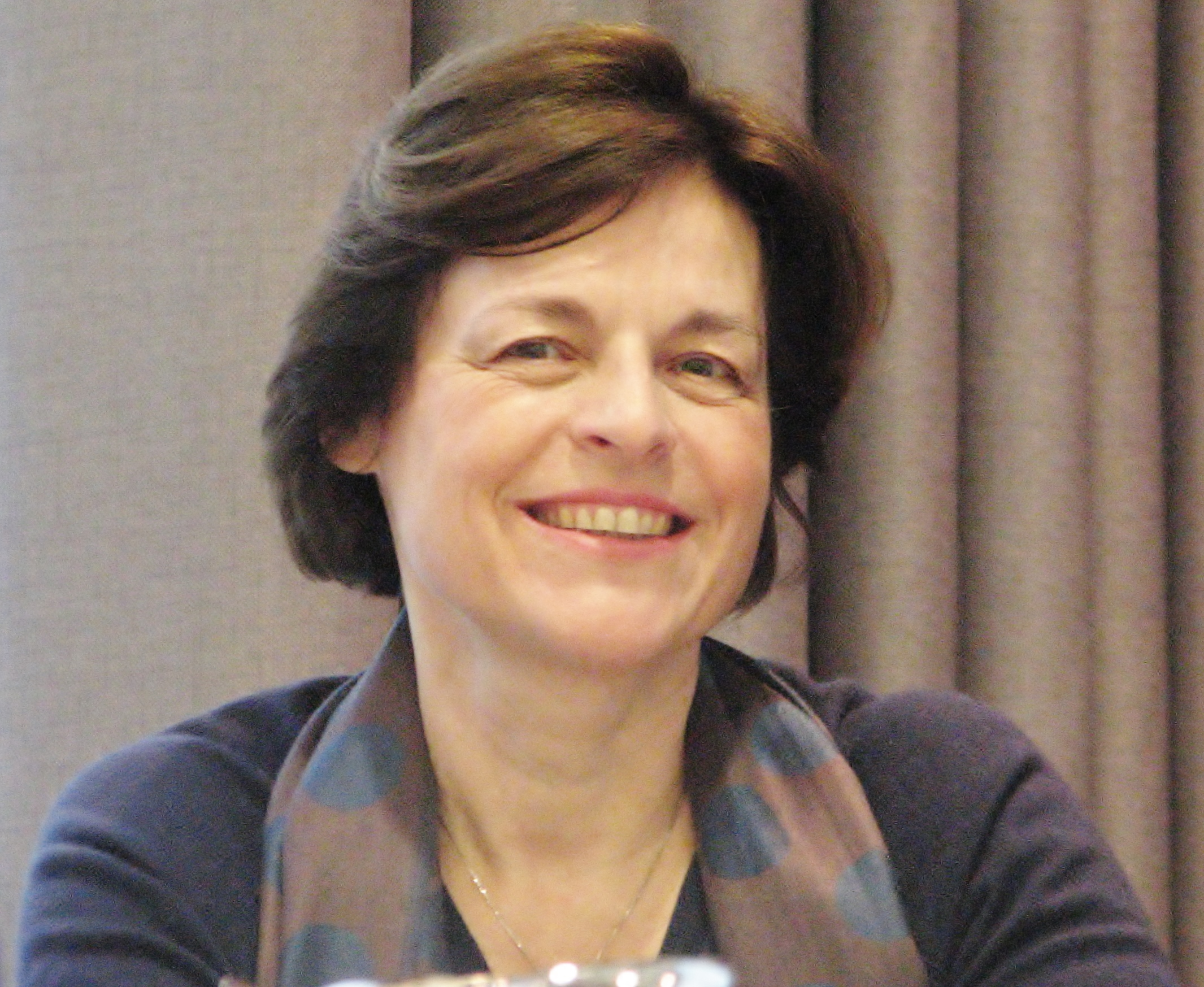
Marie Mendras (2015)

Marie Mendras (ur. 1957) – francuska historyk, sowietolog. 

## Życiorys
Jest pracownikiem Centre national de la recherche scientifique. Zajmuje się historią ZSRR oraz Rosji postsowieckiej. Prowadzi badania nad rosyjskim systemem politycznym, elitami i społeczeństwem a także relacjami Rosji z Europa.

## Wybrane publikacje
- Russie. L’Envers du pouvoir, Odile Jacob, 2008
- Russian Politics. The Paradox of a Weak State, Hurst, London, and Columbia University Press, New-York 2013.

## Publikacje w języku polskim
- Być Rosjaninem, „Eurazja” 1996, nr 2, s. 78-83.